# Camorra

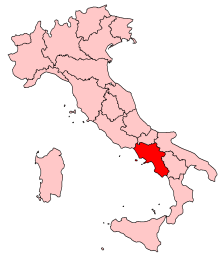
Campania en el mapa de Italia.

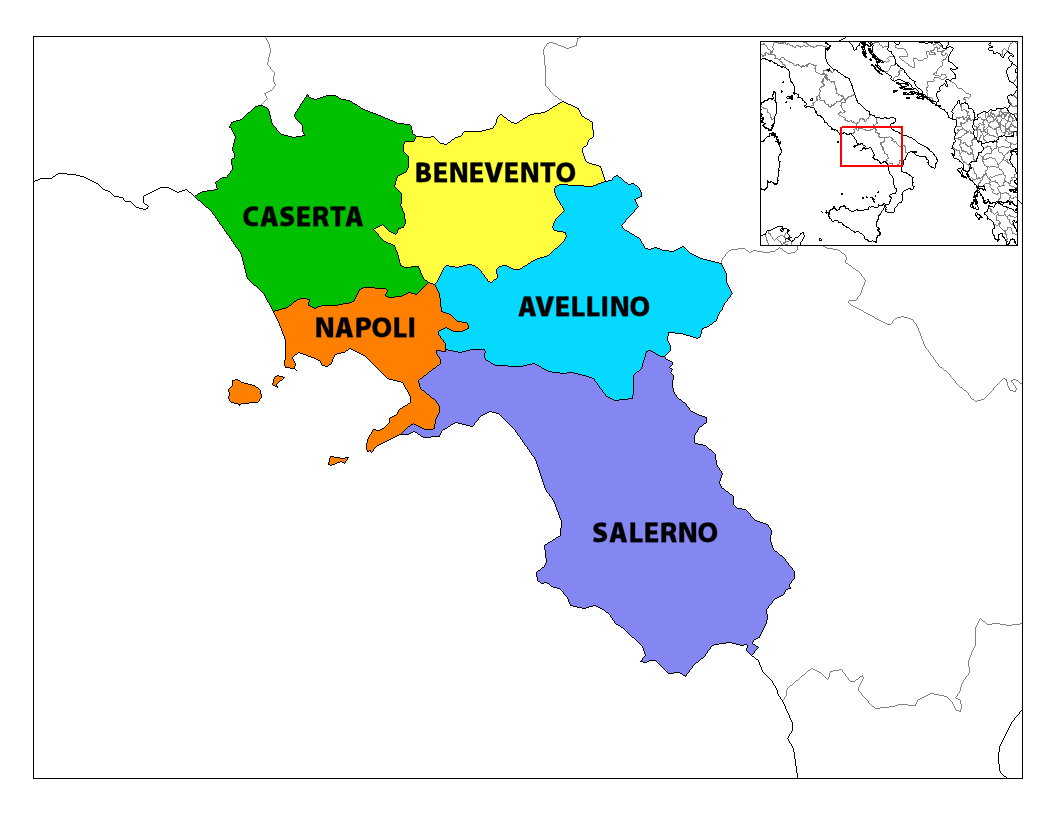
La Campania y sus provincias, región de origen de la Camorra.

La Camorra es una organización criminal mafiosa de la región de Campania (Italia), cuyos grupos más influyentes se encuentran en las ciudades de Nápoles y Casal di Principe (en la provincia de Caserta). Al igual que las mafias vecinas (la Sacra Corona Unita y la 'Ndrangheta), además del narcotráfico, también la Camorra se centra en la contratación pública y el blanqueo de capitales, y sus clanes también se infiltran en la política de sus respectivas áreas.
Según Fortune, la Camorra es el tercer grupo de crimen organizado más grande del mundo, con un ingreso estimado de 5000 millones de dólares por año; y los investigadores estiman esté compuesta por más de 4500 afiliados, articulados en aproximadamente 114 clanes.
El epicentro de la Camorra es la región de Campania, pero varios de sus clanes también se han extendido a otras regiones italianas, como Lacio, Emilia-Romaña, Lombardia y Piamonte. Además, la Camorra tiene enlaces en otros países, en particular en España y Francia, pero también en Países Bajos y Marruecos, entre otros. Las investigaciones policiales han demostrado que la Camorra generalmente mantiene alianzas con otras mafias italianas ('Ndrangheta, Cosa Nostra y Sacra Corona Unita), y con la criminalidad organizada china, nigeriana y albanesa. La Camorra también tiene varios vínculos con carteles de la droga sudamericanos.
A diferencia de la Cosa Nostra, la estructura de la Camorra es más horizontal que vertical, dado que no hay un único líder comúnmente reconocido. La Camorra se divide en grupos individuales llamados clanes. Cada capo es el jefe de un clan, en el que puede haber decenas o cientos de afiliados, dependiendo del poder y la estructura del clan. Por lo tanto, esto da lugar a numerosos enfrentamientos armados entre clanes rivales por el control de tráficos y territorios.

## Origen de la palabra
La etimología del término «Camorra» es bastante incierta y se presta a bastantes interpretaciones, pero la más aceptada es la tesis de que «camorra» viene del término dialectal napolitano "c' 'a morra" (literalmente, "con el grupo", en referencia a los grupos callejeros que practicaban el popular juego de la morra, en Nápoles), nombre con el que se individualizaba también a bandas de malhechores que controlaban los juegos de azar y la prostitución en el Reino de Nápoles, desde el 1300 hasta el 1800.
Varias otras son las hipótesis del origen del término y todas ellas pueden encontrar una raíz en algunos acontecimientos y costumbres de la sociedad napolitana medieval, renacentista y barroca:
- Gamurra era una organización de mercenarios pagados por Pisa que, en el siglo XIII, "guardaba el orden" en Cerdeña.
- Por la indumentaria de tales mercenarios: existía una chaqueta corta típica del Renacimiento llamada precisamente "gamurra".
- El término estaría relacionado con la palabra napolitana morra, que puede tener también el significado de "agrupación de malhechores" entendida como frotta (pandilla) y rissa (riña).
- En el año 1735 se observa un documento oficial del Reino de Nápoles donde se explica que gamorra o camorra, derivante del término en latín camerarius (tesorero), era el nombre que ya se daba a la tasa que había que pagar, impositivamente, en los lugares de juego de azar, por el riesgo de riñas o peleas.
- El término napolitano cap' 'a morra, esto es, en italiano: capo della morra (jefe de la morra), en la Nápoles Settecentesca era el nombre del guappo (capo, cabecilla, jefe) de barrio que resolvía las disputas entre los jugadores de la morra (típico juego callejero), en todo caso esta etimología, como algunas otras, también parece remontarse a la palabra napolitana morra, con el significado de juego de azar y/o de pandilla/riña.[11]

Por extensión, el término camorrista ha pasado a ser sinónimo de matón, de pendenciero, o de quimerista, y es así que en español "camorra" significa riña, pendencia.

## Historia y estructura

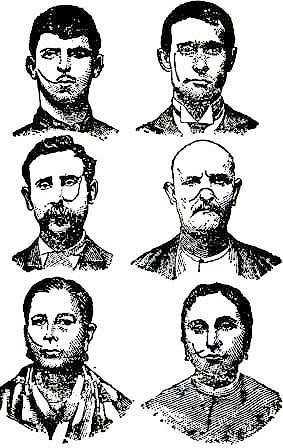
Camorristi (camorristas) en Nápoles, en 1906.

Hay varias hipótesis sobre el origen de la Camorra. Según una teoría, la sociedad secreta que posteriormente llevó al nacimiento de la organización criminal apareció bajo el nombre de Gamurra en la ciudad de Cagliari, en Cerdeña, en el siglo XIII, para luego extenderse a Nápoles. Sin embargo, la hipótesis más acreditada coloca el surgimiento de la organización en Campania alrededor del siglo XVI o XVII.
Se especula también con la posibilidad de que su formación se remontaría al siglo XVIII y se  debiera a la falta de interés de la monarquía borbónica napolitana en la creación de un Estado policialmente funcional, dejando la administración de la justicia y de la seguridad interna en manos de caciques locales y matones. El término español camorra (bronca, jaleo, lío) tuvo probablemente su origen de este contexto napolitano.
Contrariamente a la Mafia siciliana, la Camorra ha estado (salvo casos esporádicos) alejada de la política y las fuerzas armadas; solo con Fernando IV y Francisco II de las Dos Sicilias tuvo una tímida tentativa de colaborar, pero a la larga no reportó beneficios para ninguna de las dos partes. Aunque el término se ha utilizado para denominar al hampa en cuanto crimen organizado que se desarrolló en Nápoles durante el siglo XIX y conocido como la Bella Società Riformata ("Bella Sociedad Reformada"), frecuentemente se tiende a suponer a la Camorra como una asociación ilícita o una organización criminal similar a la cúpula de la Cosa Nostra o a otras asociaciones delictivas de similar aspecto. En lo concreto, la estructura de la Camorra es mucho más compleja y fragmentaria en cuanto está compuesta de muchas "familias" diversas entre ellas en influencia territorial, estructura organizativa, poder financiero y modus operandi. Debido a esta falta relativa de jerarquía en los escalafones más altos, son comunes los enfrentamientos entre los 182 clanes que se estima delinquen en la provincia de Nápoles. Por otra parte, las alianzas entre estas organizaciones pueden ser simples acuerdos de no beligerancia o no competencia entre los numerosos clanes operantes sobre determinado territorio, "pactos" que suelen ser frágiles y pueden desembocar en verdaderas "faide" o "guerras de Camorra", con atentados y homicidios.
Sus miembros, llamados camorristi, se relacionaron con actividades de contrabando, chantaje, soborno, robo y asesinato. Saquearon y aterrorizaron al país italiano durante muchos años. Tras siglos de evolución, saltaron a la luz pública hacia 1830. La Camorra prosperó durante los desórdenes que se produjeron en Italia en la lucha por la unificación. La organización se habría aliado convenientemente con las fuerzas del nacionalismo italiano contra el poder de los Borbones del país. En el periodo que siguió a la unificación de Italia (1870), se llevó a cabo un breve e infructuoso intento de emplear a los camorristi en el cuerpo de policía. La Camorra continuó sembrando el temor por la nación y prácticamente gobernaban la ciudad de Nápoles a comienzos del siglo XX.

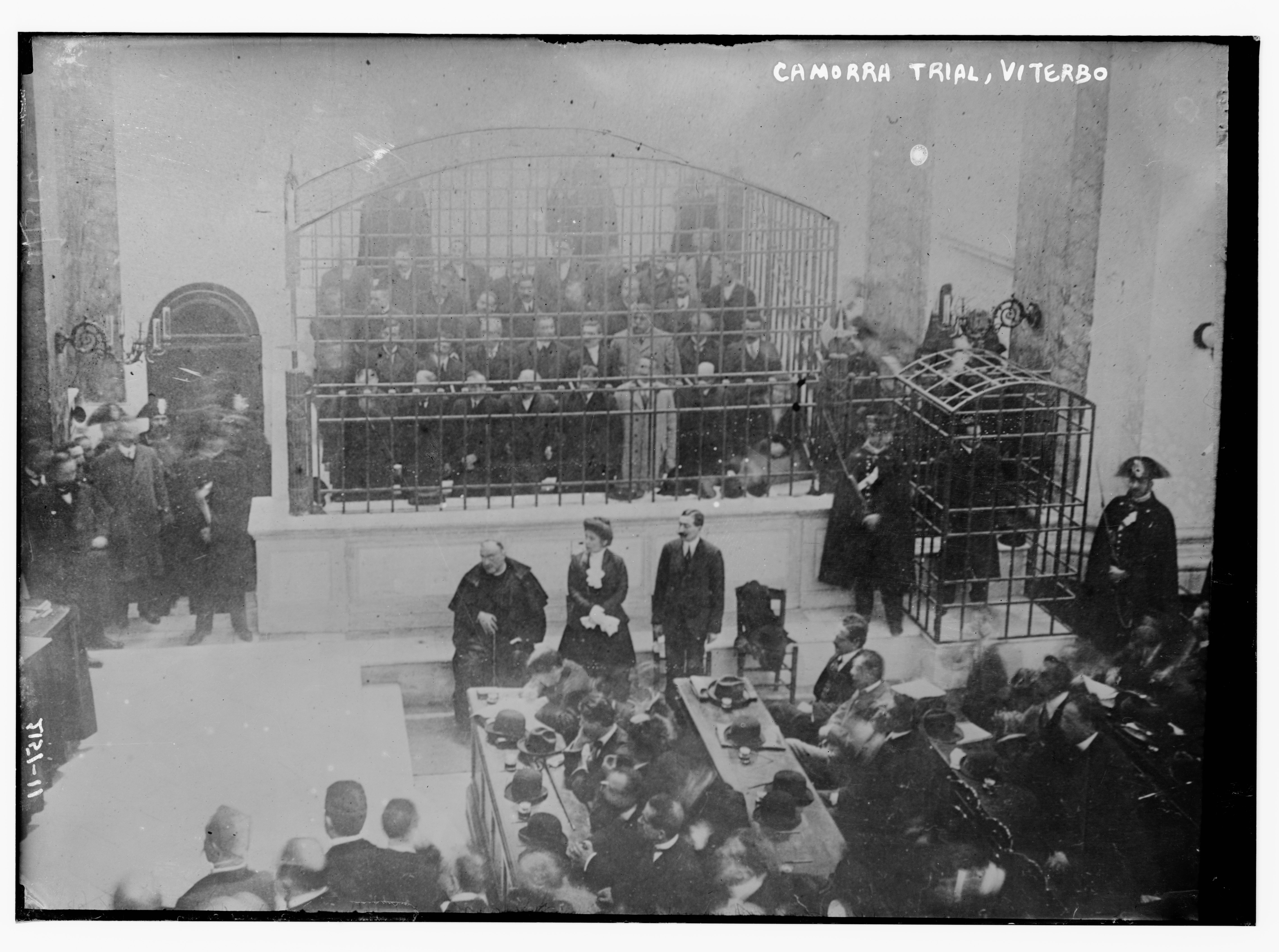
El proceso de Viterbo a la Camorra, 1911-1912.

Su poder se debilitó enormemente cuando sus miembros fueron acusados de asesinato y llevados a juicio en 1911. Esta asociación fue eliminada en 1922 por el gobierno fascista de Benito Mussolini. No obstante, bandas criminales similares a la Camorra siguieron operando en Nápoles y, en los años 1970 y 1990, se sucedieron los intentos de jerarquizar la Camorra, al estilo de la Cosa Nostra. Su impulsor, Raffaele Cutolo, fundó entonces la Nuova Camorra Organizzata, a la que se enfrentaron otras familias, hostiles a la pérdida de autonomía, que se encuadraron en la Nuova Famiglia. La guerra entre ambas llegó a dejar 264 muertos en 1982, muchos de ellos inocentes. El enfrentamiento terminó con la victoria de la NF, disuelta al poco tiempo: desde 1984, las confesiones de algunos jefes camorristas «arrepentidos» han llevado a la desarticulación de parte de la infraestructura que habían vuelto a desarrollar desde los años 60. Otro intento de centralización se dio en el 1992, pero tampoco tuvo éxito debido a la falta de interés que los clanes mostraron en ceder parte de su poder.
A comienzos del siglo XXI, la Camorra se caracteriza por su elevada fragmentación, lo que lleva a numerosos enfrentamientos entre las familias por la sucesión en sus mandos y la conquista de áreas de influencia. 2004 fue el año más virulento, con 139 muertos en la "guerra de Scampia", barrio que en ese entonces se consideraba como el "hipermercado de la droga" más importante de Europa (triste récord que actualmente le pertenece al barrio Rogoredo de Milán).
La Camorra napolitana se extendió a Estados Unidos con las actividades criminales de Al Capone en ese país; sin embargo, la única relación que tenía con la mafia era su condición de italo-estadounidense, ya que la Camorra no opera como una organización piramidal y respetuosa a las jerarquías dentro de las familias entre sí. La Camorra, como todas las otras mafias, suele tener negocios ilegales (más o menos el 80% del total de sus negocios: tráfico de drogas, prostitución, extorsión a cambio de dinero, etc.) pero también legales (como serían casinos, por ejemplo).
Con el término camorra, a veces, se indica a un tipo de mentalidad que hace de la prepotencia y de la omertà (pacto de encubrimiento, de "silencio") difusa uno de sus principales puntos de fuerza. El límite entre la pertenencia a un clan o una banda delictiva camorrista o camorrera es el de vivir en una mentalidad camorrística difusa; en algunos ámbitos una división neta entre lo delictivo y lo legal puede entonces ser difícilmente relevable.

## Lista de homicidios en los que ha participado la Camorra
- Acerra
- Afragola (1999 y 2005)
- Boscoreale
- Brusciano
- Casandrino (1991)
- Casapesenna
- Casola di Napoli
- Casoria (1999 y 2005)
- Casal di Principe
- Casamarciano
- Crispano
- Ercolano
- Frattamaggiore
- Grazzanise
- Lauro
- Liveri
- Marano di Napoli
- Melito
- Nola
- Ottaviano
- Pignataro Maggiore
- Pimonte
- Poggiomarino
- Pomigliano d'Arco
- Pompei
- Portici
- Pozzuoli
- Quarto
- Quindici
- San Gennaro Vesuviano
- San Giuseppe Vesuviano
- Sant'Antimo
- Sant'Antonio Abate
- Santa Maria la Carità
- Terzigno
- Torre Annunziata
- Torre del Greco
- Tufino
- Villa di Briano
- Volla

## La Camorra en España
Según el periodista Roberto Saviano, España, después de Italia, es el país más entrelazado con la Camorra. Es donde los clanes de la Camorra establecieron sus negocios masivos que giran en torno al narcotráfico y el lavado de dinero en bienes raíces.
La Camorra ha estado en España desde la década de 1980. El clan más poderoso que actúa en el país es el clan Polverino, debido a la cantidad de personas que han instalado y al potencial de su estructura. Tienen influencia en las ciudades de Alicante, Tarragona, Málaga y Cádiz.
Según un mapeo de las autoridades españolas, en Madrid están presentes el clan Gionta, la Alianza Secondigliano y el clan Caiazzo. En Marbella, Fuengirola, Zaragoza y Ceuta, están presentes el clan Mazzarella y los 'Scissionisti di Secondigliano'. En Barcelona, los clanes Licciardi, Friziero y Contini y, en Málaga, el clan Zazo.

Según un documental de la televisión española de 2019, Barcelona es el centro neurálgico de la organización fuera de Italia, exponiendo el interminable negocio de la Camorra en Cataluña, desde el tráfico masivo de drogas hasta el lavado de grandes cantidades de dinero en restaurantes, clubes y hoteles de la región. El documental también presenta una entrevista con Maurizio Prestieri, exmiembro del clan Di Lauro arrestado en Marbella en 2003 y ahora colaborador con la Policía como confidente, que explicó por qué España es el lugar preferido por la Camorra para lavar dinero, traficar y refugiarse.
El 20 de noviembre de 2019, la policía italiana, con la cooperación de la policía española, arrestó a dos miembros del clan Polverino, que pertenecían a una importante estructura organizativa transnacional, creada por los Polverino, con sede en Valencia y Nápoles, que entre 2001 y 2012 había importado hachís de Marruecos a través de España para llegar a la región de la Campania.
En un informe de junio de 2020 realizado por el periódico británico The Sun sobre los grupos criminales que operan en la región de la Costa del Sol, el autor y periodista neerlandés, Ivo Teulings, dice que un gran porcentaje de los bares, restaurantes, discotecas y burdeles de la región están en manos de la Camorra, y según el periodista, la organización es considerada como los "Invisible top dogs" en el mundo criminal de la Costa del Sol.

## Vínculos con los carteles de la droga sudamericanos
Los vínculos entre los carteles de drogas sudamericanos y los clanes de la Camorra se remontan al menos a la década de 1980, habiendo estabilizado numerosos canales de drogas privilegiados desde América del Sur hasta Europa a lo largo de los años.
En la década de 1980, Umberto Ammaturo, un afiliado de la Camorra, estableció un monopolio del tráfico de cocaína a Italia desde Perú, donde se benefició de la protección y colusión de importantes personalidades. Según la DEA, debido a sus actividades de tráfico, Ammaturo fue uno de los principales financistas del grupo terrorista Sendero Luminoso en Perú.
El miembro del clan Mazzarella, Salvatore Zazo, supuestamente estuvo involucrado en un gran esquema de tráfico internacional de cocaína desde Perú a Europa, con la intención de adquirir el control total del Puerto del Callao; Uno de sus contactos fue Gerald Oropeza, uno de los narcotraficantes más importantes del Perú. Según la DEA, Zazo administraría más de U$500 millones por año en envíos de cocaína a través de los puertos del país a Europa.
Según las investigaciones, el miembro de la Camorra Tommaso Iacomino usualmente negociaba con los jefes de carteles de la droga peruanos y colombianos sobre el envío de grandes cantidades de drogas.
Se dice que Giuseppe Gallo, llamado 'o pazz (el loco), jefe del clan Limelli-Vangone, tiene contactos con narcotraficantes colombianos capaces de llegar a acuerdos para la compra de grandes cantidades de cocaína, abasteciendo a varios clanes en el área de Nápoles.
El 4 de julio de 2019, la Guardia di Finanza incautó 538 kg de cocaína, por un valor de €200 millones, destinados a la Camorra en el puerto de Génova. Según los informes, la droga fue encontrada en 19 bolsas dentro de un contenedor que llegó desde Colombia. En cada una de las bolsas había un billete falso de €500, un símbolo conocido por ser el de un nuevo cartel colombiano nacido de la fusión de varios otros carteles. El contenedor se dirigía a Nápoles pero fue interceptado en el puerto de Génova.
El 18 de diciembre de 2019, la policía italiana arrestó a 12 personas, incluidos miembros de un cartel internacional de drogas dedicado al tráfico de drogas entre Colombia e Italia. Según las investigaciones, la cocaína traída de Colombia era pura y de alta calidad, y cuando llegó a Italia, se vendió a un precio "minorista" de 200 euros por gramo, todo el esquema fue administrado por miembros de la Camorra. Entre los arrestados en la operación se encontraba Salvatore Nurcaro, un conocido miembro del clan Rinaldi.

## En cine y literatura
- Camorra es también una película de 1972, dirigida por Pasquale Squitieri y protagonizada por Fabio Testi y Jean Seberg.
- El profesor es una otra película de 1986, dirigida por Giuseppe Tornatore, en la que se cuenta la historia de Raffaele Cutolo, boss de los años '70 y '80.
- En la célebre Gomorra, de 2008, Matteo Garrone puso en película el best seller homónimo Gomorra de Roberto Saviano.
- Gomorra - La serie es una serie de televisión italiana basada en la novela "Gomorra", se estrenó el 6 de mayo de 2014. HBO Latin America Group compró los derechos de emisión para Latinoamérica. En España fueron adquiridos por Atresmedia, que la emitió en horario estelar a través de La Sexta.
- En John Wick: Chapter 2, el antagonista principal Santino D'Antonio es un miembro destacado de la Camorra.
- En The Equalizer 3, Robert McCall (Denzel Washington) se enfrenta al señor del crimen de la Camorra y principal antagonista Vincent Quaranta y a su hermano Marco para liberar a un pequeño pueblo en el sur de Italia de su control.